# Benedictus VIII
Benedictus VIII, född Theophylactus i Rom, död 9 april 1024 i Rom, var påve från den 18 maj 1012 till sin död, 9 april 1024. 

## Biografi
Theophylactus tillhörde liksom Benedictus VII det tuskulanska huset. Han föddes i Rom som greve Gregorius av Tusculum och Maria, och var bror till sin efterträdare på påvestolen, Johannes XIX, samt skulle bli farbror till påve Benedictus IX. Innan han blev påve var han lekman.
Av sina fränder uppsattes han på påvestolen 1012; han måste dock först bekämpa motkandidaten Gregorius som Crescentierna uppsatt, men lyckades bli erkänd av den tyske kejsaren Henrik II och krönte denne vid hans besök i Rom 1014. Kejsaren och påven skulle därefter vara nära förbundna. Benedictus besökte Tyskland under sitt pontifikat, och konsekrerade då katedralen i Bamberg, besökte klostret i Fulda, och mottog originaldokumenten för osmanska donationen och Karl den stores donation, som utgjorde den rättsliga grunden för Kyrkostatens bildande.
När Benedictus uppsteg på Heliga stolen måste han omedelbart och ensam uppta kampen såväl mot sitt motparti inom staden Rom som mot saracener och greker. År 1016 besegrade han saracenerna, som företagit krigståg mot Italien från Sardinien, under vilket de härjat svårt med befolkningen och förstört byggnader. De följande åren upptogs av – aldrig avgörande – strider med grekerna, varvid påven fann stöd hos normanderna samt hos kejsar Henrik på hans andra italienska tåg (1021–22). 
Benedictus förhållande till den inre kyrkopolitiken är omtvistad. Nordisk familjebok anger att "han personligen knappast hade djupare intresse för tidens reformsträvanden" men "tvingades att ansluta sig till Henriks kyrkliga reformpolitik". Catholic Encyclopedia skriver i stället att Benedictus blivit oskyldigt anklagad för gitighet. 1022 höll han och kejsaren en viktig synod i Pavia, som än en gång gick till strid mot simonin i kyrkan, och ställde sig bakom reformrörelsen som leddes från klsotret i Cluny. För att bevara "Guds fred" i kyrkan hjälpte han Gauzlin att avancera i kyrkan; Gauzlin var utomäktenskaplig halvbror till Robert den fromme av Frankrike. I likhet med många andra påvar under denna epok tvingades Benedictus blanda sig i konflikter mellan patriarkerna av Grado och Aquileia.